# Takeo Kamachi
Takeo Kamachi (蒲池 猛夫,Kamachi Takeo;Mantsjoekwo, 20 maart 1936) is een voormalig Japans olympisch schutter.
Takeo Kamachi nam als schutter eenmaal succesvol deel aan de Olympische Spelen; in 1984 op het onderdeel 25 meter pistool. In 1984 wist hij op dit onderdeel goud te winnen voor Japan.  